# Roberto II de Namur
Roberto II de Namur foi Conde de Namur de 1011 até sua morte.

## Relações familiares
Foi filho de Alberto I, Roberto nunca se casou com ninguém, obviamente não tendo filhos.